# あこ
あこ（1987年4月16日 - ）は、日本の女優である。
旧芸名はますき あこ、桝木 亜子（ますき あこ）。島根県益田市出身。

## 略歴
- 2003年6月8日 - 第1回トップコート次世代ヒロインオーディション準グランプリを受賞する。
- 2006年にサンズエンタテインメントに移籍する。
- 2006年3月20日 - 光文社の写真週刊誌『FLASH』創刊20周年記念の第1回「ミスFLASH」準グランプリを受賞する[3]。
- 2006年から2008年6月15日まで芸能人女子フットサルチーム「carezza」に所属する。背番号は「24」である。
- 2006年10月27日 - 赤坂さなえ（現・さな）と「アコさな」としてM-1グランプリに出場する。結果は1回戦で敗退する。
- 2008年5月 - サンズエンタテインメントを退所する。
- 2009年5月 - Gristに移籍。

## 出演

### バラエティ
- アイドル道（2004年4月 - 9月、フジテレビ721） - アイドル道3期生
- 早妃ときん歌の味番頭47!!（2007年4月 - 6月、テレビ神奈川）
- 秘密のケンミンSHOW（2008年2月7日、日本テレビ）

### ドラマ
- 占い師 天尽 第3話ゲスト（2007年、中部日本放送/goo配信）
- 山田太郎ものがたり（2007年7月6日、TBS） - 内野真帆 役
- きらきら研修医 第10話（2007年、TBS）
- 本当にあった日本史サスペンス劇場 第2段～大奥不開の間に秘密～（2007年、日本テレビ）
- 佐々木夫妻の仁義なき戦い 第5.6話（2008年、TBS）
- 東京リトル・ラブ セカンドシーズン（2010年、フジテレビ） - 前崎友美 役
- 金曜プレステージ 監察医七浦小夜子・法医学者の事件プロファイル（2011年4月22日、フジテレビ） - 小田アキ 役
- 連続テレビ小説 梅ちゃん先生（2012年6月14日・15日、NHK） - 街の女 役
- 鍵のかかった部屋 第11話（2012年、フジテレビ） - 早智子 役
- 図書館戦争 ブック・オブ・メモリーズ（2015年、TBS）
- 日曜劇場 ごめん、愛してる（2017年、TBS）

### CM
- ロート製薬 ロートリセ洗眼薬 「おしえて!リセ篇」（2009年10月 - ） - 吉田桂子と共演
- 東芝 ダイナブック 「あしたはきっと篇」（2010年2月 - ）
- 本田技研工業 残価設定型クレジット 「N-ONE篇」（2012年11月 - ） - 神木隆之介と共演
- ダノン ヨーグルト オイコス（2017年1月 - 2017年3月）
- 小林製薬 サワデー　香るスティック（2017年4月 - ）

### ラジオ
- サンズRainbow Kiss （Kiss-FM KOBE）
- RADICAL LEAGUE（2007年5月21日・9月24日・2008年4月8日、エフエム富士）

### 映画
- 秘メ煙～HIMEGEMURI～（2007年、多積正之監督） - 鈴木智子 役
- 返事はいらない（2010年、廣原暁監督）
- 正しく忘れる（2010年、井上真行監督）
- 臍帯（2010年、橋本直樹監督）
- 見えないほどの遠くの空を（2011年、榎本憲男監督） - 平川 役[4]
- 紙風船-あの星はいつ現れるか-（2011年、廣原暁監督）
- LIAR GAME -再生-（2012年、松山博昭監督） - 木村ケイ 役
- 宇宙兄弟（2012年、森義隆監督）
- 暗闇から手をのばせ（2013年、戸田幸宏監督） - 里香 役
- 図書館戦争（2013年、佐藤信介監督）
- ツチノコに合掌（2014年、池田将監督） - 片倉シナ 役
- 百円の恋（2014年、武正晴監督） - 豆腐屋の女 役
- 図書館戦争-THE LAST MISSION-（2015年、佐藤信介監督）
- あゝ、荒野 前篇（2017年、岸善幸監督） - 裕二の妻：美香 役
- あゝ、荒野 後編（2017年、岸善幸監督） - 裕二の妻：美香 役
- レオン（2018年、塚本連平監督）
- キュクロプス（2018年、大庭功睦監督） - 井上ハル・篠原亜希子 役

### PV
- 藤岡正明 「星ニナル日」（2010年）
- Aqua Timez 「絵はがきの春」（2010年）

### 舞台
- 楓荘DIARY（2005年2月25日 - 27日、銀座小劇場）※「桝木亜子」名義
- ランボルギーニ・カウンタック（2006年12月22日 - 28日、お台場フジテレビ内 マルチシアター）
- Kiss Me You～がんばったシンプー達へ～（2008年5月8日 - 13日、全労済ホール スペース・ゼロ）
- 楓荘DIARY（2008年）
- SAKURA（2011年）
- 十二人の怒れる女（2011年）
- 紲（2011年、浜津智明〈なすび〉演出）
- いいから早く助けてく（2025年3月13日 - 16日、in→dependent theatre 2nd）[5]

### インターネット
- 「sabra☆GyaO」（2006年11月2日より毎週木曜日更新）
- webシネマ「101枚目のプロポーズ」
- 富士通 FMV（2013年、犬童一心演出）
- 図書館mini戦争  MESSAGE IN A BOOK（2013年、佐藤信介監督） - 主演：亜子 役
- 図書館mini戦争 THE FIRST MISSION（2015年、佐藤信介監督） - 亜子 役
- ソイカレ 22話 UULA（2015年）
- フクロウと呼ばれた男（2024年） - 川端ナミ 役[6]

## 書籍

### 写真集
- ますきあこファースト写真集 My girl（2006年6月23日、アクアハウス）

### 雑誌
- SPA! - 2006年7月25日号（2006年7月18日発売、扶桑社） - みうらじゅん×リリーフランキーのグラビアン魂